# 伊萨克·科穆宁 (约翰二世之子)
伊萨克·科穆宁（羅馬化：Isaakios Komnēnos；约1113 – 1146年之后），是拜占庭皇帝约翰二世与皇后匈牙利的伊琳娜的第三子。此前伊萨克的两个兄长已去世，但约翰二世死前却选择让第四子曼努埃尔继位，导致两兄弟关系紧张。他曾参加父亲和弟弟在小亚细亚的战争，他还是普世牧首科斯玛斯二世的坚定支持者，除此之外，关于他的记载不多。

## 早年

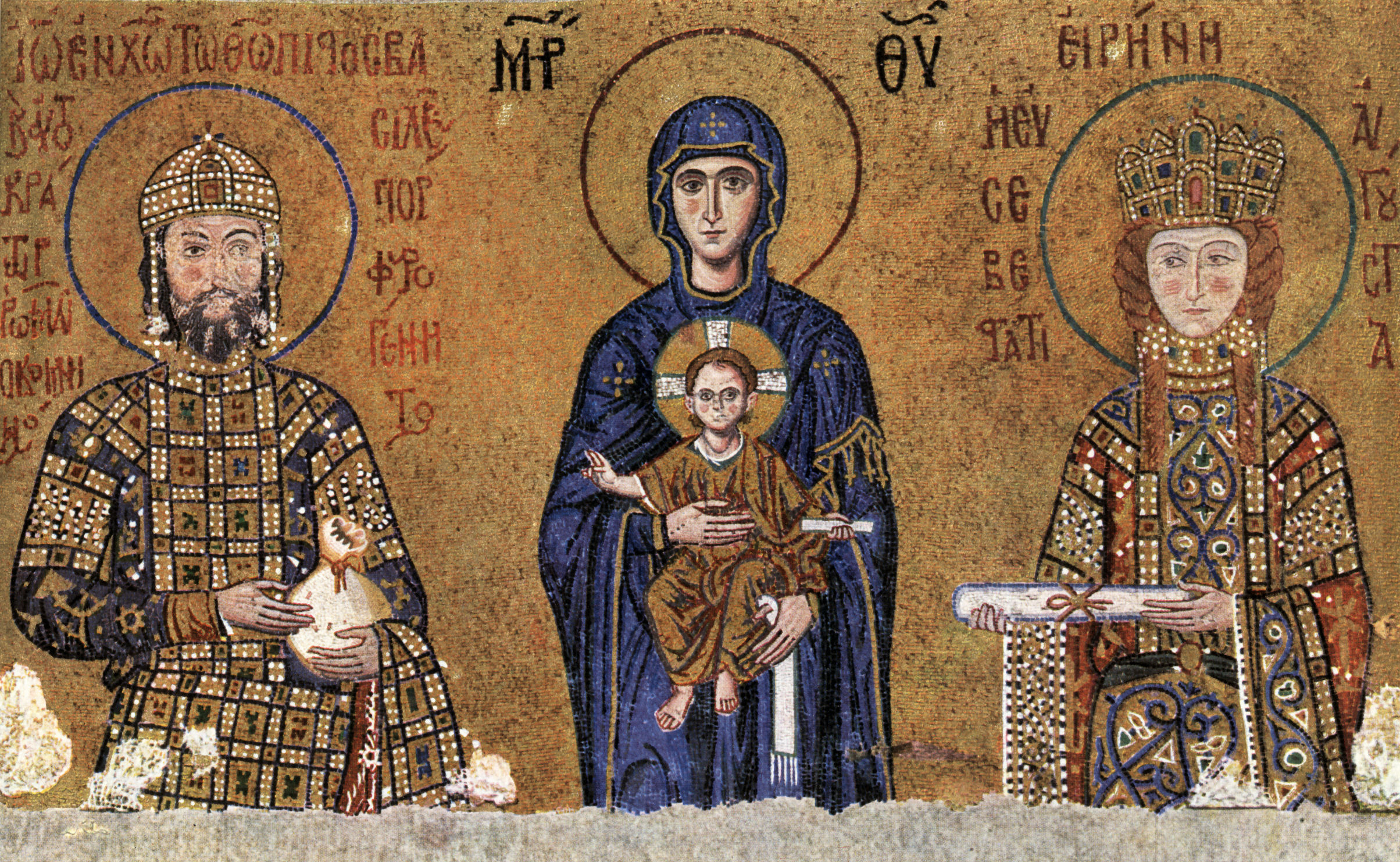
圣索菲亚大教堂中，伊萨克的父母，约翰二世与皇后伊琳娜的马赛克镶嵌画，在圣母像两侧

伊萨克·科穆宁出生于约1113年，是拜占庭帝国约翰二世皇帝（1118-1143年在位）与皇后匈牙利的伊琳娜的第三子。1122年，他的长兄阿莱克修斯·科穆宁加冕为共治皇帝，伊萨克和其他兄弟则被授予至尊者的头衔。他是个高大魁梧的人，但拜占庭记载称，他时常冲动愤怒，（对身边人）施加严厉的惩罚，因此不太受父亲喜爱。
拜占庭史家约翰·金纳莫斯记载，伊萨克参加了1136年进攻奇里乞亚的战斗；围攻那里的阿纳扎布斯城时，他向父亲建议，用砖头加强木制的工程车，以防御守城者抛下的炙热的铁水，这一策略使得拜占庭军顺利地攻下了此城。1142年，约翰二世与儿子们进攻安纳托利亚南部，长子阿莱克修斯突然染病去世，三子伊萨克与次子安德洛尼卡奉命护送哥哥的尸体返回君士坦丁堡，安德洛尼卡在途中也染病去世，只有伊萨克顺利回到了帝国首都。

## 继承
两个哥哥的去世使伊萨克成为皇位继承的有力候选人，1143年4月，约翰二世在奇里乞亚狩猎时受伤感染，死于败血症，临死前，他选择第四子曼努埃尔为继承人，而不是现存的长子伊萨克。关于这一选择有几种解释：当时的拜占庭史家称曼努埃尔更有能力，且长子继承在拜占庭传统中不是决定性的因素；同时代的拉丁人史家提尔的威廉称，最重要的原因是相比仍在君士坦丁堡的伊萨克，曼努埃尔当时正随约翰二世出征，能够确保士兵们安全回国；威廉还记载，军队总司令，握有实权，同时与约翰二世关系紧密的约翰·阿克苏赫曾力劝皇帝立伊萨克为嗣，但皇帝决定立曼努埃尔之后，又坚定地支持曼努埃尔。
曼努埃尔继位时，身在君士坦丁堡的伊萨克无疑是个威胁，帝国皇宫、金库、冠冕都还在他手里。尼基塔斯·霍尼亚提斯记载，曼努埃尔派约翰·阿克苏赫快速前去接管首都，约翰赶在约翰二世的死讯之前到达首都，占领了皇宫，把伊萨克关进了约翰二世创办的基督全能者修道院；老伊萨克·科穆宁（约翰二世的弟弟）在皇位斗争中也支持伊萨克，被约翰逮捕。尽管首都的不少人都认为伊萨克更适合继承皇位，但他只能被迫放弃。曼努埃尔于6月27日抵达首都，他认为自己已经足够安全，就释放了伊萨克。两兄弟之后仍然关系紧张，伊萨克是普世牧首科斯玛斯二世的坚定支持者，1146、1147年之际，有人指控后者密谋拥立伊萨克，于是曼努埃尔在1147年2月废黜了这位牧首。

## 与皇帝的冲突
1145-1146年，伊萨克与约翰·阿克苏赫一起作为指挥官参加了曼努埃尔一世进攻罗姆苏丹国首都以哥念（今科尼亚）的战役。约翰·金纳莫斯记载，战役中，曼努埃尔一世的军营中发生了一场激烈的争论，人们争论曼努埃尔和他父亲约翰二世谁更擅长军事；约翰·阿克苏赫大力赞颂约翰二世，刺痛了曼努埃尔，伊萨克也极力附和约翰，争吵逐渐升级，伊萨克拔剑刺向他的堂弟安德洛尼卡·科穆宁（未来的皇帝），皇帝与随从共同挡下了这一击，皇帝受了轻伤。伊萨克在之后的几天内被禁止接近皇帝，约翰则被剥夺了使用帝国国玺的权力，此玺本来是用于签署发放帝国补助金的特许状的。这次事件之后，再没有关于伊萨克的记载，他之后的命运未知。

## 家庭

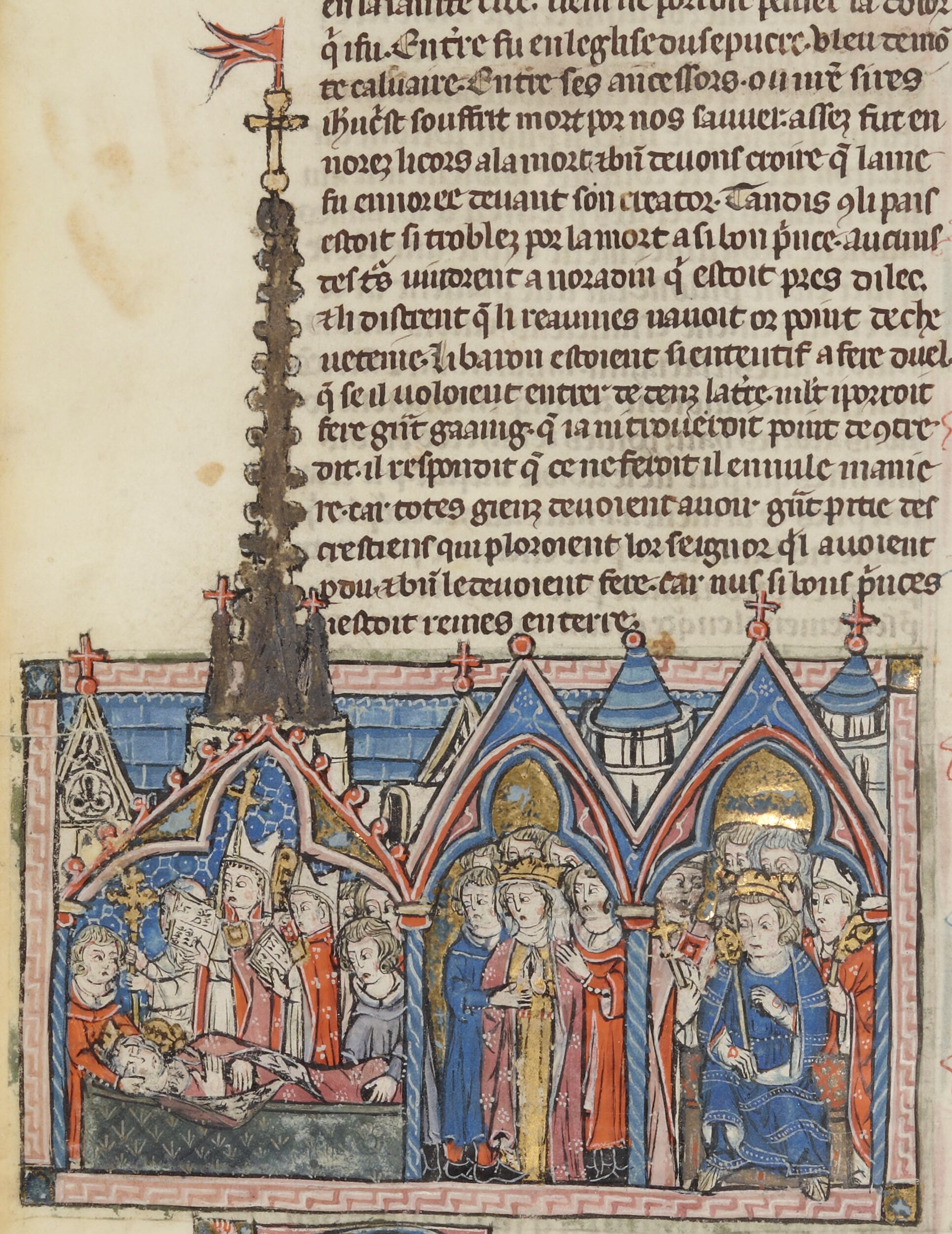
伊萨克的女儿，耶路撒冷王后狄奥多拉·科穆宁娜 (耶路撒冷王后)在丈夫鲍德温三世临终的床前，见提尔的威廉著作的插图

伊萨克的第一个妻子名叫狄奥多拉（Theodora），她的出身和生平都不见于记载，她可能于1142或1143年去世。后伊萨克又结了一次婚，第二个妻子叫伊琳娜·迪普罗西纳德娜（Irene Diplosynadene，“Diplosynadene”意味着她的父母都是西纳德诺斯家族成员）。第一次婚姻中，伊萨克与妻子育有五个孩子：
- 阿莱克修斯·科穆宁（Alexios Komnenos；约1132 – 1136年10月之前），幼年夭折，在约翰二世创办的基督全能者修道院的“提皮孔（英语：typikon）”（规章）及狄奥多尔·普罗兹罗莫斯（英语：Theodore Prodromos）的一首诗中有提及[22]。
- 一个可能名为伊琳娜（Irene）的女儿（生于约1133年），嫁给了一个出自杜卡斯·卡玛特罗斯（Doukas Kamateros）家族的人，他是格雷戈里·卡玛特罗斯（英语：Gregory Kamateros）和伊琳娜·杜卡伊娜（Irene Doukaina，可能是阿莱克修斯一世的内侄女）的孙子。曾统治塞浦路斯的伊萨克·科穆宁（英语：Isaac Komnenos of Cyprus）就是二人的儿子[23]。
- 约翰·科穆宁（John Komnenos；约1134 – 1136年10月之前），幼年夭折，与哥哥阿莱克修斯见于相同的记载[24]。
- 一个可能名为安娜（Anna）的女儿，与一个富有的地主、军官君士坦丁·马克罗杜卡斯结婚[25]。
- 玛利亚·科穆宁娜（英语：Maria Komnene, Queen of Hungary）（生于约1140年），本与神圣罗马皇帝腓特烈一世订婚，但未能结婚，后于1156年与匈牙利国王伊什特万四世结婚[26]。

伊萨克与第二个妻子育有两个女儿：
- 狄奥多拉·科穆宁娜（英语：Theodora Komnene, Queen of Jerusalem）（约1145 – 1185年之后），于1158年与耶路撒冷国王鲍德温三世结婚。丈夫死后，又与安德洛尼卡·科穆宁（未来的皇帝安德洛尼卡一世）有私情[27]。
- 优多基娅·科穆宁娜（英语：Eudokia Komnene, Lady of Montpellier），与蒙彼利埃的威廉八世（英语：William VIII of Montpellier）结婚[28]。她也有可能是伊萨克的侄子阿莱克修斯·科穆宁（英语：Alexios Komnenos (protosebastos)）的女儿[29]。

## 脚注
1. 1 2 3 4  Varzos 1984a，第391頁.
2. ↑  Varzos 1984a，第394頁.
3. ↑  Brand 1976，第23頁.
4. ↑  Brand 1976，第27, 236 (note 27)頁.
5. 1 2 3 4  Magdalino 2002，第195頁.
6. ↑  Varzos 1984a，第392頁.
7. ↑  Magdalino 2002，第195, 218頁.
8. ↑  Magdalino 1987，第212–214頁.
9. ↑  Magdalino 2002，第193頁.
10. ↑  Varzos 1984a，第244–245頁.
11. ↑  Varzos 1984a，第392–393頁.
12. 1 2  Varzos 1984a，第393頁.
13. ↑  Magdalino 2002，第281頁.
14. ↑  Brand 1976，第145–146頁.
15. ↑  Magdalino 2002，第192頁.
16. ↑  Brand 1976，第101頁.
17. ↑  Varzos 1984a，第393, 394–395頁.
18. ↑  Magdalino 1987，第207–214頁.
19. ↑  Varzos 1984a，第395–396頁.
20. ↑  Varzos 1984a，第396–398頁.
21. ↑  Varzos 1984a，第397頁.
22. ↑  Varzos 1984b，第297頁.
23. ↑  Varzos 1984b，第298–301頁.
24. ↑  Varzos 1984b，第301頁.
25. ↑  Varzos 1984b，第302–313頁.
26. ↑  Varzos 1984b，第314–326頁.
27. ↑  Varzos 1984b，第327–346頁.
28. ↑  Varzos 1984b，第346–359頁.
29. ↑  Sturdza 1999，第276頁.